# Ummagumma
《Ummagumma》는 핑크 플로이드가 1969년 발표한 더블 앨범이다. 이 앨범은 그들의 통산 4번째 앨범이다. 첫 번째 디스크에는 그들의 (무관중) 라이브 공연 녹음이, 두 번째 디스크는 스튜디오 앨범으로 멤버들이 각자 혼자서 제작한 곡들이 실려있다.
영국 앨범 차트 5위, 빌보드 앨범 차트 74위를 기록했다.

## Ummagumma

### 의미
“Ummagumma”는 일종의 슬랭으로서, “knockin' boots”와 같은 단어다. “knockin' boots”는 “doing the Wild Thang”과 비슷한 뜻인데, 이는 섹스를 한다는 의미를 가지고 있다. 하지만 원래 Rock and Roll도 성행위를 한다는 의미의 슬랭이었기 때문에, 결국 “Ummagumma”라는 단어는 “Rock and Roll”과 같은 말이라고 해석할 수 있다.

### 발음
이 단어에 대해서 정확한 발음은 알려져 있지 않다. 공식적으로, 닉 메이슨은 BBC의 TV 프로그램에서 이를 우마구마라고 발음했지만, 로저 워터스가 우마굼마라고 발음한 해적판 음반도 존재한다.

## 곡 목록

### Disc 1: 라이브 앨범

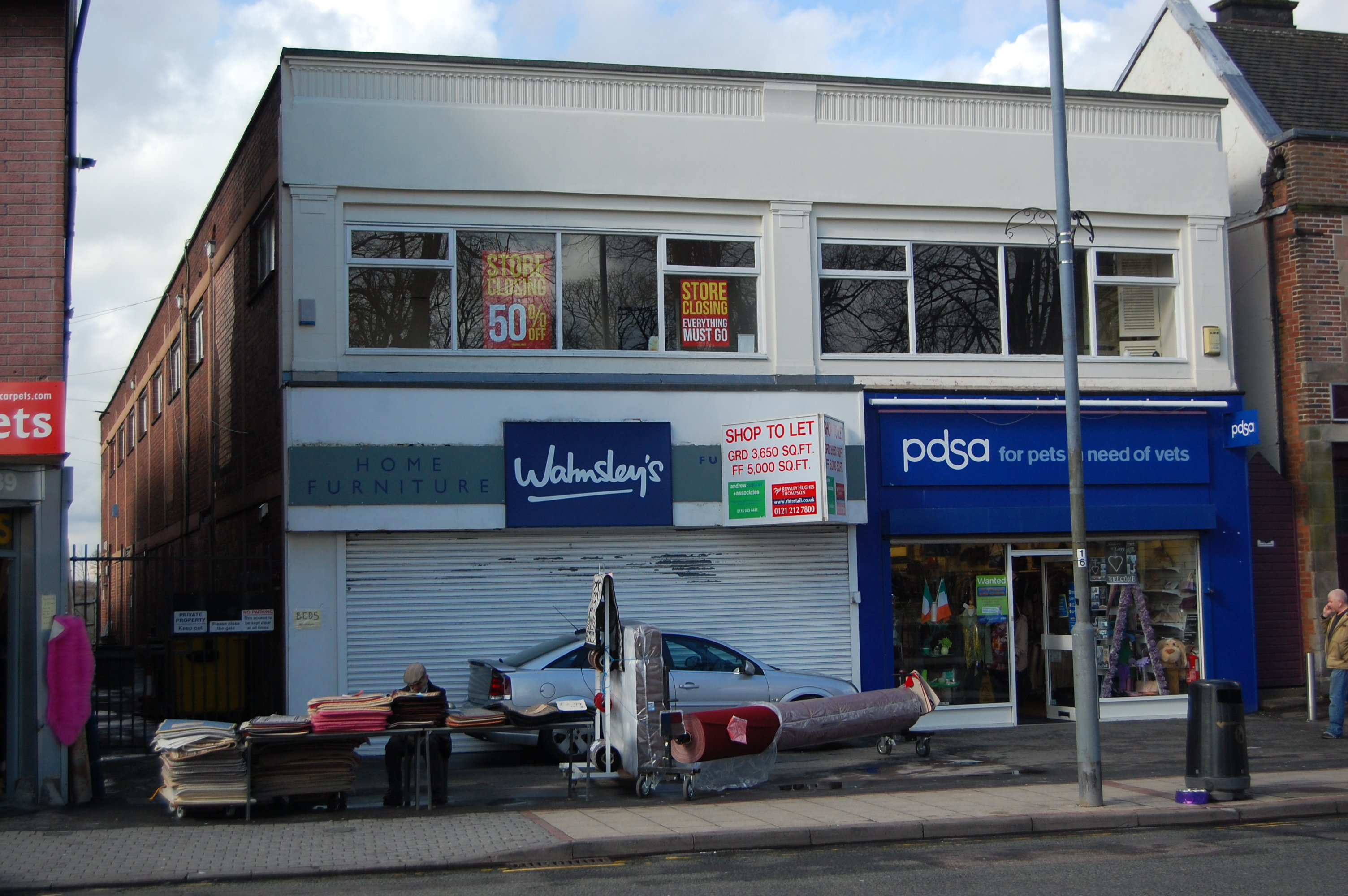

원래 밴드는 라이브 앨범을 내버리고 여기 수록된 곡을 더 이상 연주하지 않으려 했다. 하지만 앨범이 의외로 인기를 끌자, 그들은 어쩔 수 없이 곡들을 계속 공연해야 했다.

#### A면
1. "Astronomy Domine" (시드 배릿) – 8:29
2. "Careful with That Axe, Eugene" (로저 워터스, 릭 라이트, 데이빗 길모어, 닉 메이슨) – 8:50

#### B면
1. "Set the Controls for the Heart of the Sun" (워터스) – 9:15
2. "A Saucerful of Secrets" (길모어/워터스/메이슨/라이트) – 12:48
  - "Something Else"
  - "Syncopated Pandemonium"
  - "Storm Signal"
  - "Celestial Voices"

### Disc 2: 스튜디오 앨범

#### A면
1. "Sysyphus" (라이트)
  - Part 1 – 4:29 (on LP); 1:08 (on CD)
  - Part 2 – 1:45 (on LP); 3:30 (on CD)
  - Part 3 – 3:07 (on LP); 1:49 (on CD)
  - Part 4 – 3:38 (on LP); 6:59 (on CD)
2. "Grantchester Meadows" (워터스) – 7:26
3. "Several Species of Small Furry Animals Gathered Together in a Cave and Grooving with a Pict" (워터스) – 4:59

#### B면
1. "The Narrow Way" (길모어)
  - Part 1 – 3:27
  - Part 2 – 2:53
  - Part 3 – 5:57
2. "The Grand Vizier's Garden Party" (메이슨)
  - Part 1: "Entrance" – 1:00
  - Part 2: "Entertainment" – 7:06
  - Part 3: "Exit" – 0:38

이 곡은 핑크 플로이드가 만든 곡 중에서 가장 짧은 길이의 곡이다.

## 참여
- 로저 워터스 : 베이스, "Grantchester Meadows"에서 보컬, "Several Species of Small Furry Animals Gathered Together in a Cave and Grooving with a Pict"에서 보컬과 테이프 이펙트
- 데이빗 길모어 : 기타, "The Narrow Way"에서 보컬
- 리처드 라이트 : 키보드, 피아노, 멜로트론
- 닉 메이슨 : "The Grand Vizier's Garden Party"에서 드럼과 퍼커션
  - 린디 메이슨(후에 메이슨의 부인이 됨) : "The Grand Vizier's Garden Party"에서 플룻 연주(명시되지 않음)

## 발언
"당신이 핑크 플로이드에서 첫 번째로 혼자 작곡한 곡은 Ummagumma 앨범의 The Narrow Way였죠. 그 곡을 만들 때 어떤 영감을 받았습니까?"
"글쎄요, 우리는 그 빌어먹을 앨범을 만들어보기로 했고, 우리 각자는 남의 도움 없이 혼자서 곡들을 써야 했는데, 사실 그땐 절망적이었죠. 아무도 도움을 주지 않고, 혼자서 어쨌든 뭔가 해야 했으니까. 전 그 전까지는 곡을 써본 적이 한 번도 없었기 때문에, 그냥 무작정 스튜디오에 들어가 비트를 만들고 음을 합치고, 뭐든지 해봤어요. 저는 그 곡을 잊어버렸습니다. 어땠는지 기억나지 않아요." - 데이빗 길모어, "Guitar Heroes" Magazine과의 1983년 5월 인터뷰에서
"Atom Heart Mother나 Ummagumma 같은 초기 작품에 대해서 지금 평가한다면?"
"제 기억으로는 둘 다 정말 끔찍했죠. 뭐, 움마굼마 라이브 앨범 쪽은 그럭저럭 괜찮았지만, 사실 그것도 녹음상태가 그리 좋지는 않았어요." - 데이빗 길모어, 1995년 6월 5일 German news magazine Der Spiegel No. 23에서
"당신이 Ummagumma 앨범을 들으면, 멤버가 자기 음악만 생각하고, 다른 멤버들은 고려하지 않는다는 느낌이 든다는 거군요."
"맞습니다. 꼭 집어서 말할 수는 없지만, 그때 우리는 정말 개인주의적이었죠." - 닉 메이슨, 1973년 3월